# سلامه القس
سلّامه القَس (۷۰۴ -۷۴۸) شاعربانو و خوانندهٔ عرب دربار اموی بود؛ در سرودن و نواختن ضرب بر وَتر برجستگی ویژه داشت. به‌کنیزی یزید بن عبدالملک درآمد. تا هنگام درگذشت در دربار او در دمشق بود. شورِ و شعف عبدالرحمن بن ابی‌عمار جشمی مشهور به القَس به سلامه وجود داشت، از این رو سلامه به شهرتِ او پسوند گرفت.